# Fernando Colomo

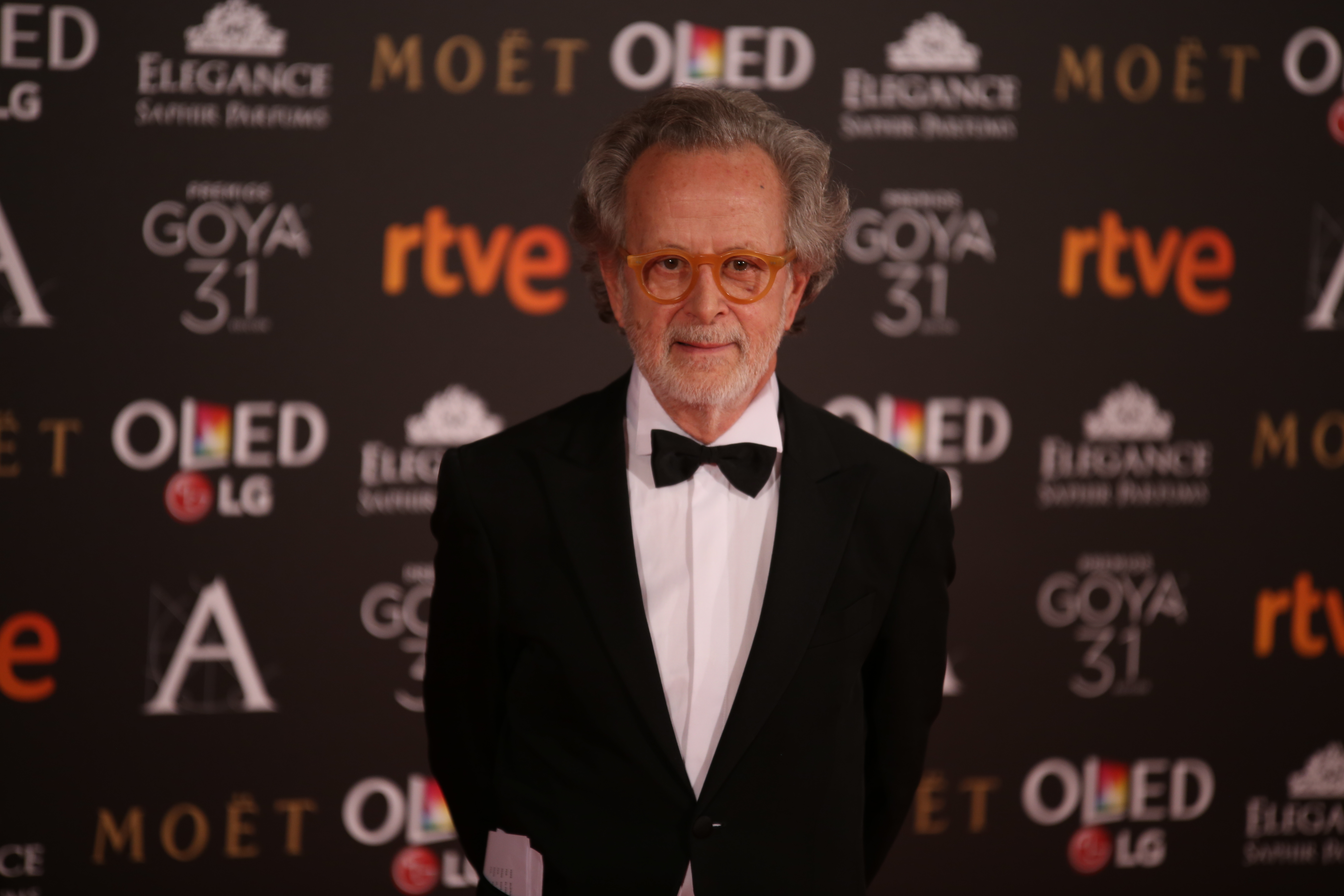
Fernando Colomo, 2017

Fernando Colomo (* 2. Februar 1946 in Madrid) ist spanischer Regisseur, Autor und Schauspieler.
Sein Geburtsname war Fernando Colomo Gómez.
Er hat einen Abschluss an der „Official School of Cinematography“ gemacht.

## Filmografie (Auswahl)
- 1985: Star Knight – Der Herr der Sterne (El caballero del dragón) - ein Abenteuerfilm mit Klaus Kinski und Harvey Keitel
- 1989: Bajarse al moro – eine Komödie mit Antonio Banderas und Verónica Forqué
- 2003: Al sur de Granada
- 2006: El próximo Oriente
- 2008: Rivales
- 2015: Isla Bonita – Spanischer Sommerfilm, der auf Menorca spielt; erhielt den spanischen 'Sant-Jordi-Preis'[1]; mit Nuria Roman und Olivia Delcán